# Hisataka Fujikawa
Hisataka Fujikawa (Prefettura di Chiba, 1º maggio 1964) è un ex calciatore giapponese, di ruolo centrocampista.

## Carriera
Ha giocato più di 150 partite nel campionato nipponico di massima divisione.